# Parti démocrate australien

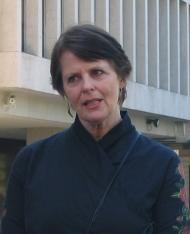
Lyn Allison, l'actuel leader du parti.

Le parti démocrate australien était un parti politique centriste épousant une idéologie social-libérale. Il a été créé en 1977, par la fusion de l' Australia Party avec le Nouveau Mouvement libéral, après que les leaders de ces petits partis eurent obtenu l'engagement de l'ancien ministre Don Chipp de prendre la tête du nouveau parti. La représentation du parti au Parlement australien prendra fin le 30 juin 2008, après la perte de ses quatre derniers sièges au Sénat lors des élections de 2007. Il ne reste plus qu'un seul député du parti dans une circonscription d'Australie-Méridionale.
Le parti a été fondé sur les principes d'honnêteté, de tolérance, de compassion et de démocratie directe par la prise de décision par le vote de tous les membres, de sorte qu'il « ne devrait pas y avoir de structure hiérarchique ... par lequel une élite soigneusement triée pouvait prendre des décisions pour les membres ». Dès le départ, les décisions des membres élus dans des circonscriptions nationales ou fédérales provoquèrent des votes internes, des réunions mensuelles et la publication de mensuels pour informer les membres du parti. Il fallut mettre en place des procédures de règlement des différends avec recours à un médiateur et choix final par vote si besoin. 
Les démocrates ont été les premiers représentants des Verts au parlement fédéral. Ils ont joué un rôle clé dans l'affaire du barrage Franklin sur le fleuve Gordon.
Le parti a été dissous en 2015.